# 10787 Ottoburkard
10787 Ottoburkard è un asteroide della fascia principale. Scoperto nel 1991, presenta un'orbita caratterizzata da un semiasse maggiore pari a 3,1087925 UA e da un'eccentricità di 0,1197726, inclinata di 5,02770° rispetto all'eclittica.